# 4812 Хакухоу
4812 Хакухоу (4812 Hakuhou) — астероїд головного поясу, відкритий 18 лютого 1977 року.
Тіссеранів параметр щодо Юпітера — 3,513.